# Yachtrevue
Die Yachtrevue ist ein österreichisches Fachmagazin für Segler, Motorbootfahrer und Wassersportler. Die Zeitschrift ist 1977 durch Vereinigung der Verbandszeitschrift Österreichischer Yachtsport mit der Zeitschrift Surfrevue entstanden und erscheint monatlich. Sie umfasst alle Aspekte des Segelns von Fahrtensegeln über Regatta bis hin zu Technik und Elektronik sowie Motorboot-Themen.

## Hintergrund
Die Yachtrevue ist das Organ des Österreichischen Segel-Verbandes, dieser ist auch der Herausgeber.

## Heftinhalte
Themen aus der Welt der Segler und Motorbootfahrer werden ergänzt von Testberichten über (Segelboote und Motoryachten), über Elektronik, Bekleidung und Ausrüstung. Auch Törn- und Revierberichte sind in der Yachtrevue zu finden.

## Auflage und Reichweite
Die Yachtrevue hat nach eigenen Angaben eine Druckauflage von 24.400 Exemplaren (Abo-Auflage: 18.500 Exemplare) und 72.000 Leser pro Ausgabe. (Stand: 2021) Dies entspricht einer auf ganz Österreich bezogenen Reichweite von 1,2 %.